# Perlita

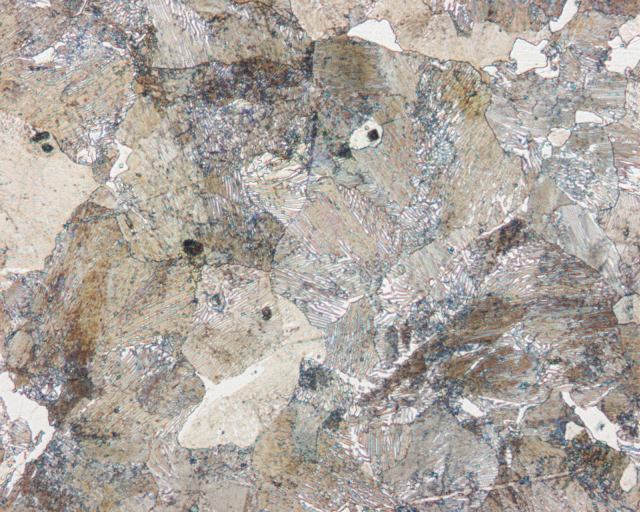
Microestructura de la perlita

La perlita es la microestructura formada por capas o láminas alternas de las dos fases (ferrita y cementita) durante el enfriamiento lento de un acero a temperatura eutectoide. Se le da este nombre porque tiene la apariencia de una perla al observarse microscópicamente.

## Propiedades físicas
La perlita aparece en granos denominados "colonias"; dentro de cada colonia las capas están orientadas esencialmente en la misma dirección y esta dirección varía de una colonia a otra. Las capas delgadas claras son de ferrita, y la cementita aparece como capas delgadas más oscuras. La mayoría de las capas de cementita son tan delgadas que los límites de fases adyacentes no se distinguen.
Enfriando la austenita con una concentración intermedia de carbono, se transforma en fase ferrita, con un contenido de carbono inferior, y en cementita, con un porcentaje muy superior de carbono. Los átomos de carbono necesitan difundir para segregar selectivamente. Los átomos de carbono difunden de la región ferrítica a las capas de cementita para conseguir la concentración del 0,77% en peso de C y la perlita se propaga, a partir de los límites de grano al interior de los granos austeníticos. La perlita forma láminas porque los átomos de carbono necesitan difundir la distancia mínima dentro de su estructura.
Hay dos tipos de perlita:
- Perlita fina: dura y resistente.
- Perlita gruesa: menos dura y más dúctil.

La razón de este comportamiento radica en los fenómenos que ocurren en los límites de fases (ferrita y cementita). En primer lugar, hay un alto grado de adherencia entre las dos fases en el límite. Por lo tanto, la resistencia y la rigidez de la fase cementita restringe la deformación de la fase (ferrita), más blanda, en las regiones adyacentes al límite; es decir, la cementita refuerza a la ferrita. Este grado de reforzamiento es más elevado en la perlita fina porque es mayor la superficie de límites de fases por unidad de volumen del material. Además, los límites de fases sirven de barrera para el movimiento de dislocaciones, del mismo modo que los límites de grano. En la perlita fina y durante la deformación plástica las dislocaciones deben cruzar más límites de fases que en la perlita gruesa. De este modo el mayor reforzamiento y restricción del movimiento de las dislocaciones en la perlita fina se traducen en mayor dureza y resistencia mecánica.
La perlita gruesa es más dúctil que la perlita fina a consecuencia de la mayor restricción de la perlita fina a la deformación plástica.

## En aceros
Mecánicamente las perlitas tienen las propiedades intermedias entre la blanda y dúctil ferrita y la dura y quebradiza cementita. Los espesores de las capas de ferrita y de cementita también influyen en el comportamiento mecánico del material. La perlita fina es más dura y resistente que la perlita gruesa. Los porcentajes de composición de la perlita dependen de la concentración de carbono en el acero.

## Ejemplos

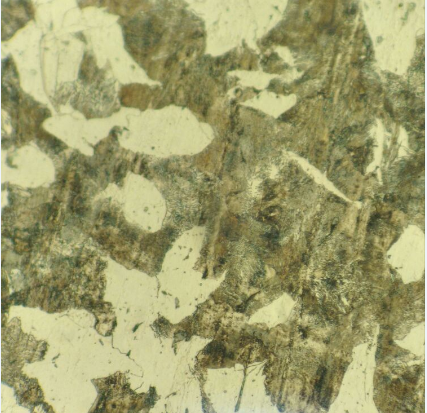
Ferrita + Perlita gruesa. Acero 4140 Facultad de Química.

En un acero medio carbón, como es el ejemplo del acero 4140, se puede obtener la perlita sometiendolo a un tratamiento; dicho tratamiento consta de someter al acero a una temperatura de entre 550-700 °C y dejarlo durante un tiempo de al menos 16 minutos (verificar en el diagrama las condiciones).
La perlita se empieza a formar después de que la austenita en el acero, se convierta en ferrita (α). La austenita que no se logra convertir en ferrita se convierte en perlita (ferrita + cementita).
Para la metalurgia física se considera un proceso difusivo, ya que depende de la cantidad de carbono que tenga el acero y se le considera de cinética civil.